# 밀네에드워즈시파카
밀네에드워즈시파카 (Propithecus edwardsi)는 마다가스카르섬의 동부 해안가 우림에 서식하는 몸집이 큰 여우원숭이의 일종이다. 주로 나무 위에서 생활하는 수목형 동물이고, 주로 낮에 활동하는 주행성 동물이다. 밀네-에드워즈시파카는 검은 몸이 특징적이며, 등 아랫 부분이 일종의 밝은 색의 "말 안장" 색깔을 띤다. 왕관시파카와 근연 관계에 있으며, 최근까지 왕관시파카의 아종으로 간주되었다. 다른 모든 시파카처럼, 인드리과에 속하는 영장류이다.